# Superliga Brasileira de Voleibol Feminino de 2005–06
A Superliga Feminina de Vôlei 2005/2006 foi um torneio realizado a partir de 9 de Dezembro de 2005 até 30 de Abril de 2006 por nove equipes representando quatro estados.

## Participantes
Brasil Telecom, Brasília/DF

 Flamengo, Rio de Janeiro/RJ

 Macaé, Macaé/RJ

 Minas, Belo Horizonte/MG

 Osasco, Osasco/SP

 Pinheiros, São Paulo/SP

 Rio de Janeiro, Rio de Janeiro/RJ

 São Caetano, São Caetano do Sul/SP

 Suzano, Suzano/SP

## Regulamento
- Fase Classificatória:A primeira fase da Superliga foi realizada com a participação de nove equipes. A competição foi dividida em duas fases. Na primeira, as equipes jogaram entre si, em turno e returno, realizando 16 partidas cada uma.

- Playoffs:As oito melhores colocadas avançaram às quartas-de-final, obedecendo ao seguinte cruzamento: 1º x 8º, 2º x 7º, 3º x 6º e 4º x 5º, em playoffs melhor de três jogos.

As quatro equipes vencedoras avançaram às semifinais (melhor de cinco jogos), respeitando o seguinte critério: o vencedor do jogo entre o 1º e o 8º enfrentará o do jogo entre o 4º e o 5º, e o ganhador da partida entre o 2º e o 7º terá pela frente o do confronto entre o 3º e o 6º. Os dois times vencedores disputaram o título na final, também em uma série melhor de cinco jogos.

## Classificação
| Superliga Feminina de Vôlei 2005-06                                                         | Superliga Feminina de Vôlei 2005-06 | Superliga Feminina de Vôlei 2005-06 | Superliga Feminina de Vôlei 2005-06 | Superliga Feminina de Vôlei 2005-06 | Superliga Feminina de Vôlei 2005-06 | Superliga Feminina de Vôlei 2005-06 | Superliga Feminina de Vôlei 2005-06 | Superliga Feminina de Vôlei 2005-06 | Superliga Feminina de Vôlei 2005-06 | Superliga Feminina de Vôlei 2005-06 | Superliga Feminina de Vôlei 2005-06 | Superliga Feminina de Vôlei 2005-06 | Superliga Feminina de Vôlei 2005-06 |
| Time                                                                                        | Time                                | Time                                | Jogos                               | Jogos                               | Jogos                               | Jogos                               | Sets                                | Sets                                | Sets                                | Pontos                              | Pontos                              | Pontos                              |                                     |
| Time                                                                                        | Time                                | Time                                | P                                   | T                                   | V                                   | D                                   | V                                   | D                                   | R                                   | V                                   | D                                   | R                                   |                                     |
| ------------------------------------------------------------------------------------------- | ----------------------------------- | ----------------------------------- | ----------------------------------- | ----------------------------------- | ----------------------------------- | ----------------------------------- | ----------------------------------- | ----------------------------------- | ----------------------------------- | ----------------------------------- | ----------------------------------- | ----------------------------------- | ----------------------------------- |
| 1                                                                                           | Rio de Janeiro                      | REX                                 | 32                                  | 16                                  | 16                                  | 0                                   | 48                                  | 6                                   | 8,000                               | 1329                                | 1014                                | 1,311                               |                                     |
| 2                                                                                           | Osasco                              | FIN                                 | 29                                  | 16                                  | 13                                  | 3                                   | 41                                  | 14                                  | 2,929                               | 1291                                | 1097                                | 1,177                               |                                     |
| 3                                                                                           | Macaé Sports                        | MAC                                 | 27                                  | 16                                  | 11                                  | 5                                   | 40                                  | 24                                  | 1,667                               | 1461                                | 1336                                | 1,094                               |                                     |
| 4                                                                                           | Pinheiros                           | PBL                                 | 25                                  | 16                                  | 9                                   | 7                                   | 35                                  | 29                                  | 1,207                               | 1449                                | 1406                                | 1,031                               |                                     |
| 5                                                                                           | São Caetano                         | SCM                                 | 23                                  | 16                                  | 7                                   | 9                                   | 23                                  | 34                                  | 0,676                               | 1238                                | 1299                                | 0,953                               |                                     |
| 6                                                                                           | Brasil Telecom                      | BRT                                 | 22                                  | 16                                  | 6                                   | 10                                  | 25                                  | 33                                  | 0,758                               | 1260                                | 1337                                | 0,942                               |                                     |
| 7                                                                                           | Minas                               | MTC                                 | 20                                  | 16                                  | 4                                   | 12                                  | 20                                  | 40                                  | 0,500                               | 1256                                | 1389                                | 0,904                               |                                     |
| 8                                                                                           | Flamengo                            | CRF                                 | 20                                  | 16                                  | 4                                   | 12                                  | 19                                  | 39                                  | 0,487                               | 1194                                | 1391                                | 0,858                               |                                     |
| 9                                                                                           | Suzano                              | SUZ                                 | 18                                  | 16                                  | 2                                   | 14                                  | 14                                  | 46                                  | 0,304                               | 1221                                | 1430                                | 0,854                               |                                     |
| P – Pontuação; T – Total de jogos disputados; V - Vitórias; D - Derrotas; R - Razão (V / D) |                                     |                                     |                                     |                                     |                                     |                                     |                                     |                                     |                                     |                                     |                                     |                                     |                                     |

|  |                                           |
|  | Zona de classificação às Quartas de Final |

## Playoffs

### Quartas de Final
1ª Rodada
| Data     | Ginásio              | Cidade             | Jogo           | Jogo | Jogo           | Parciais | Parciais | Parciais | Parciais | Parciais |
| Data     | Ginásio              | Cidade             | Jogo           | Jogo | Jogo           | 1        | 2        | 3        | 4        | 5        |
| -------- | -------------------- | ------------------ | -------------- | ---- | -------------- | -------- | -------- | -------- | -------- | -------- |
| 11/03/06 | Tijuca T.C.          | Rio de Janeiro     | Rio de Janeiro | 3-0  | Flamengo       | 25-11    | 25-14    | 25-16    | -        | -        |
| 11/03/06 | Maurício Bittencourt | Macaé              | Macaé          | 2-3  | Brasil Telecom | 20-25    | 28-30    | 25-23    | 25-21    | 9-15     |
| 11/03/06 | Lauro Gomes          | São Caetano do Sul | São Caetano    | 3-2  | Pinheiros      | 25-19    | 25-23    | 22-25    | 19-25    | 15-13    |
| 12/03/06 | Arena Telemig        | Belo Horizonte     | Minas          | 0-3  | Osasco         | 23-25    | 26-28    | 15-25    | -        | -        |

2ª Rodada
| Data     | Ginásio                  | Cidade    | Jogo           | Jogo | Jogo           | Parciais | Parciais | Parciais | Parciais | Parciais |
| Data     | Ginásio                  | Cidade    | Jogo           | Jogo | Jogo           | 1        | 2        | 3        | 4        | 5        |
| -------- | ------------------------ | --------- | -------------- | ---- | -------------- | -------- | -------- | -------- | -------- | -------- |
| 11/03/06 | Iesplan/Colégio Planalto | Brasília  | Brasil Telecom | 0-3  | Macaé          | 23-25    | 22-25    | 23-25    | -        | -        |
| 11/03/06 | Henrique Villaboin       | São Paulo | Pinheiros      | 0-3  | São Caetano    | 25-27    | 23-25    | 18-25    | -        | -        |
| 11/03/06 | Caio Martins             | Niterói   | Flamengo       | 0-3  | Rio de Janeiro | 14-25    | 16-25    | 15-25    | -        | -        |
| 12/03/06 | José Liberatti           | Osasco    | Osasco         | 2-3  | Minas          | 25-15    | 18-25    | 25-27    | 25-22    | 13-15    |

Rio de Janeiro e São Caetano se classificaram à próxima fase
3ª Rodada
| Data     | Ginásio              | Cidade | Jogo   | Jogo | Jogo           | Parciais | Parciais | Parciais | Parciais | Parciais |
| Data     | Ginásio              | Cidade | Jogo   | Jogo | Jogo           | 1        | 2        | 3        | 4        | 5        |
| -------- | -------------------- | ------ | ------ | ---- | -------------- | -------- | -------- | -------- | -------- | -------- |
| 19/03/06 | José Liberatti       | Osasco | Osasco | 3-0  | Minas          | 25-16    | 25-19    | 25-13    | -        | -        |
| 19/03/06 | Maurício Bittencourt | Macaé  | Macaé  | 3-1  | Brasil Telecom | 23-25    | 25-22    | 25-13    | 25-23    | -        |

Osasco e Macaé se classificaram à próxima fase

### Semi Finais
1ª Rodada
| Data     | Ginásio        | Cidade             | Jogo        | Jogo | Jogo           | Parciais | Parciais | Parciais | Parciais | Parciais |
| Data     | Ginásio        | Cidade             | Jogo        | Jogo | Jogo           | 1        | 2        | 3        | 4        | 5        |
| -------- | -------------- | ------------------ | ----------- | ---- | -------------- | -------- | -------- | -------- | -------- | -------- |
| 22/03/06 | Lauro Gomes    | São Caetano do Sul | São Caetano | 0-3  | Rio de Janeiro | 18-25    | 14-25    | 20-25    | -        | -        |
| 23/03/06 | José Liberatti | Osasco             | Osasco      | 3-1  | Macaé          | 19-25    | 25-20    | 25-20    | 25-23    | -        |

2ª Rodada
| Data     | Ginásio              | Cidade         | Jogo           | Jogo | Jogo        | Parciais | Parciais | Parciais | Parciais | Parciais |
| Data     | Ginásio              | Cidade         | Jogo           | Jogo | Jogo        | 1        | 2        | 3        | 4        | 5        |
| -------- | -------------------- | -------------- | -------------- | ---- | ----------- | -------- | -------- | -------- | -------- | -------- |
| 24/03/06 | Tijuca T.C.          | Rio de Janeiro | Rio de Janeiro | 3-0  | São Caetano | 25-16    | 25-15    | 25-13    | -        | -        |
| 26/03/06 | Maurício Bittencourt | Macaé          | Macaé          | 1-3  | Osasco      | 17-25    | 25-13    | 17-25    | 16-25    | -        |

3ª Rodada
| Data     | Ginásio        | Cidade         | Jogo           | Jogo | Jogo        | Parciais | Parciais | Parciais | Parciais | Parciais |
| Data     | Ginásio        | Cidade         | Jogo           | Jogo | Jogo        | 1        | 2        | 3        | 4        | 5        |
| -------- | -------------- | -------------- | -------------- | ---- | ----------- | -------- | -------- | -------- | -------- | -------- |
| 30/03/06 | Tijuca T.C.    | Rio de Janeiro | Rio de Janeiro | 3-0  | São Caetano | 25-15    | 25-12    | 25-20    | -        | -        |
| 30/03/06 | José Liberatti | Osasco         | Osasco         | 3-0  | Macaé       | 25-19    | 25-20    | 25-23    | -        | -        |

Rio de Janeiro e Osasco se classificaram à próxima fase

### Final
1ª Rodada
| Data     | Ginásio        | Cidade | Jogo   | Jogo | Jogo           | Parciais | Parciais | Parciais | Parciais | Parciais |
| Data     | Ginásio        | Cidade | Jogo   | Jogo | Jogo           | 1        | 2        | 3        | 4        | 5        |
| -------- | -------------- | ------ | ------ | ---- | -------------- | -------- | -------- | -------- | -------- | -------- |
| 08/04/06 | José Liberatti | Osasco | Osasco | 2-3  | Rio de Janeiro | 17-25    | 21-25    | 25-21    | 25-22    | 11-15    |

2ª Rodada
| Data     | Ginásio     | Cidade         | Jogo           | Jogo | Jogo   | Parciais | Parciais | Parciais | Parciais | Parciais |
| Data     | Ginásio     | Cidade         | Jogo           | Jogo | Jogo   | 1        | 2        | 3        | 4        | 5        |
| -------- | ----------- | -------------- | -------------- | ---- | ------ | -------- | -------- | -------- | -------- | -------- |
| 12/04/06 | Tijuca T.C. | Rio de Janeiro | Rio de Janeiro | 2-3  | Osasco | 24-26    | 25-12    | 25-17    | 15-25    | 18-20    |

3ª Rodada
| Data     | Ginásio     | Cidade         | Jogo           | Jogo | Jogo   | Parciais | Parciais | Parciais | Parciais | Parciais |
| Data     | Ginásio     | Cidade         | Jogo           | Jogo | Jogo   | 1        | 2        | 3        | 4        | 5        |
| -------- | ----------- | -------------- | -------------- | ---- | ------ | -------- | -------- | -------- | -------- | -------- |
| 22/04/06 | Tijuca T.C. | Rio de Janeiro | Rio de Janeiro | 3-1  | Osasco | 25-23    | 24-26    | 25-20    | 25-19    | -        |

4ª Rodada
| Data     | Ginásio      | Cidade  | Jogo   | Jogo | Jogo           | Parciais | Parciais | Parciais | Parciais | Parciais |
| Data     | Ginásio      | Cidade  | Jogo   | Jogo | Jogo           | 1        | 2        | 3        | 4        | 5        |
| -------- | ------------ | ------- | ------ | ---- | -------------- | -------- | -------- | -------- | -------- | -------- |
| 27/04/06 | José Correia | Barueri | Osasco | 3-2  | Rio de Janeiro | 21-25    | 25-22    | 18-25    | 26-24    | 18-16    |

5ª Rodada
| Data     | Ginásio      | Cidade  | Jogo           | Jogo | Jogo   | Parciais | Parciais | Parciais | Parciais | Parciais |
| Data     | Ginásio      | Cidade  | Jogo           | Jogo | Jogo   | 1        | 2        | 3        | 4        | 5        |
| -------- | ------------ | ------- | -------------- | ---- | ------ | -------- | -------- | -------- | -------- | -------- |
| 30/04/06 | Caio Martins | Niterói | Rio de Janeiro | 3-0  | Osasco | 25-14    | 25-20    | 25-23    | -        | -        |

Rio de Janeiro campeão da Superliga Feminina

## Campeão
| Superliga Brasileira Feminina 2005-06 |
| ------------------------------------- |
| Rio de Janeiro 1º Título              |